# Erysimum aznavourii
Erysimum aznavourii är en korsblommig växtart som beskrevs av Adolf Polatschek. Erysimum aznavourii ingår i släktet kårlar, och familjen korsblommiga växter. Inga underarter finns listade i Catalogue of Life.